# Белцнікель

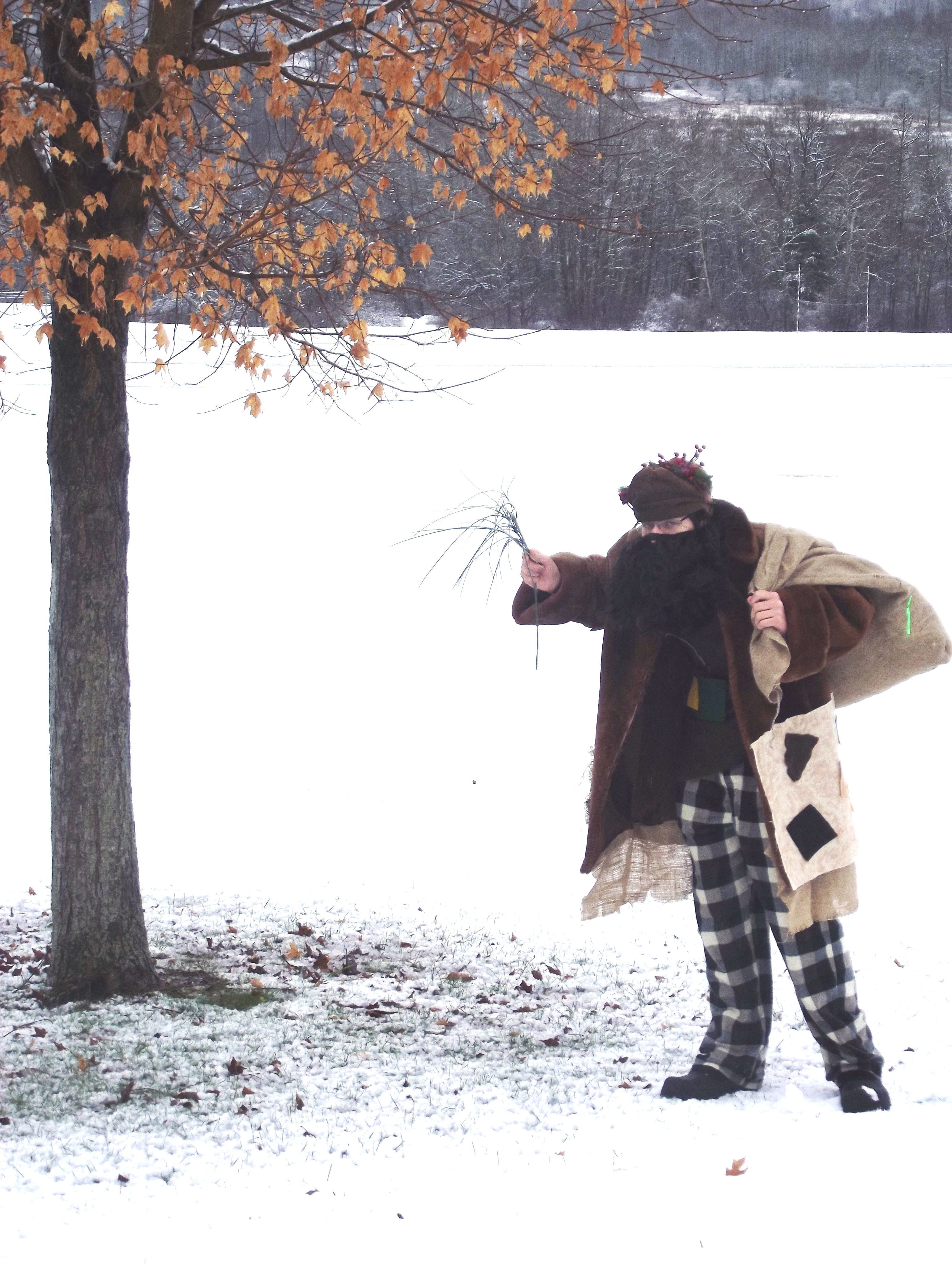
Чоловік, одягнений як сучасний Белцнікель, у своєму туристичному одязі прямує лякати дітей у школах Норвіча, Нью-Йорк. Грудень 2012 року.

Бельцнікель (також відомий як Belsnickel, Belschnickel, Belznickle, Belznickel, Pelznikel, Pelznickel, Bell Sniggle) — крижана фігура, одягнена в хутро, яка приносить різдвяні подарунки у фольклорі регіону Пфальц на південному заході Німеччини вздовж Рейну, Саару, і район Оденвальд у землі Баден-Вюртемберг. Фігура також збереглася в голландських громадах Пенсільванії та бразильсько-німецьких громадах.

## Культурна перспектива
У фольклорі німецькомовної Європи Бельцнікель пов'язаний з іншими супутниками Святого Миколая. Можливо, він базувався на давньому німецькому міфі про Кнехта Рупрехта, слугу Святого Миколая та персонажа з північної Німеччини. На відміну від цих фігур, Бельцнікель не супроводжує Святого Миколая, а натомість відвідує людей сам і поєднує в собі як загрозливі, так і доброзичливі аспекти, які в інших традиціях поділяються між Святим Миколаєм і фігурою-супутником.
Бельцнікель — це людина в хутрі, іноді в масці з довгим язиком. Як правило, він дуже обірваний і розпатланий. Він одягнений у подертий, пошарпаний і брудний одяг, у руці він тримає різку, якою можна бити неслухняних дітей, а також повні кишені тістечок, цукерок і горіхів для хороших дітей.
Розповідь про традицію «Бельцнікель» у XIX столітті в окрузі Аллегані, штат Меріленд, можна знайти в «Різних творах Брауна», збірці есе Джейкоба Брауна (народився 1824 р.). Пишучи про період приблизно 1830 року, Браун каже, що «ми не чули про» Санта-Клауса. Натомість традиція передбачала відвідування зовсім іншого персонажа:
Він був відомий як Кріскінкль, Белцнікль, а іноді і як Різдвяна жінка. Діти тоді не тільки побачили таємничу людину, а й відчули його, а точніше, його смуги на спині різкою. Щорічний відвідувач з'являвся через кілька годин після настання темряви, ретельно замаскований, особливо обличчя, яке іноді було вкрите жахливо потворною мордою - зазвичай носив жіночий одяг - звідси й назва Різдвяна жінка - іноді це була справжня жінка, але з чоловічою силою та діяльністю. Він або вона мали б великий мішок на плечах, наповнений тістечками, горіхами та фруктами, і довгу палицю, яка мала б мати в собі якийсь гак, а також батіг. Одна рука розкидала ласощі на підлогу, і тоді радісні діти починали бійку, а інша рука клацала лозини по спинах схвильованої дітлашні - хто б не здригнувся, але якби це було покарання батьків, були б крики, що б досягти великої відстані.

### За межами Європи
Персонаж Бельцнікель виник у Пфальці. Коли люди іммігрували до Пенсільванії, вони привезли з собою свої німецькі традиції. У Пенсільванії Бельцнікель був відомий на початку 1800-х років. Серед пенсільванських німців Белцнікель є персонажем, який відвідує домівки перед Різдвом, щоб перевірити поведінку дітей. Традиційний Бельцнікель з'являвся вдома за 1-2 тижні до Різдва і «часто лякав, бо завжди точно знав, хто з дітей погано поводився». Він стукав у двері чи вікно своєю палицею, і часто дітям доводилося відповідати на запитання або співати якусь пісню. В обмін він кидав цукерки на підлогу. Якщо діти надто швидко стрибнули за ласощами, їх може вдарити палиця Белцнікеля.
У статті 1853 року в британському журналі, де описуються звичаї Пенсільванії, згадується «Пелсніхол, або Микола з хутром, натякаючи на шкіряний одяг, в який він нібито був одягнений. Дехто вважає Пелсніхоля ідентичним Крішкінкле, але більш загальна думка полягає в тому, що вони є двома персонажами, один винагороджує за добро, інший карає за зло». За цією статтею, Песнічоль просто залишає березовий прутик у панчохах неслухняних дітей.
Є дві версії Бельцнікеля, сільські та міські персонажі. Обидва вони описані в книзі Альфреда Л. Шумейкера та Дона Йодера «Різдво в Пенсільванії: вивчення народної культури». Традиція занепала наприкінці ХІХ століття, але в останні роки відродилася.
Традицію Бельцнікеля привезли в Індіану іммігранти з Пфальцу. Його одяг міг відрізнятися від однієї місцевості до іншої. Він міг носити довге чорне або коричневе пальто або мантію, скріплені на талії мотузкою, і хутряну шапку або шапку зі шкіри ведмедя, прикрашену дзвіночками. У цьому відгалуженні традиції батько чи інший старший родич чоловічої статі часто був «зайнятий роботою надворі» або мав подбати про якусь справу деінде в будинку, коли прибув Пелзнікель (або Белснікель). «Belsnickling» або «Klausentreiben» — це «біг» груп молодих чоловіків або молоді, одягнених у фальшиві обличчя та фантастичні костюми на «Belsnickling Night», напередодні свята Святого Миколая (St. Nikolaustag), і був привід добродушної буйності. Вулицями міста чи села, брязкаючи ланцюгами та дзвонами, рухалися юнаки, одягнені в шкури та хутра.
Традиція також існує в деяких районах Ньюфаундленду, Нової Шотландії та деяких громадах бразильського штату Санта-Катаріна.

## У масовій культурі
Автор колонки листів The Times посилається на ілюстрацію «Pelz-Nickel» у книзі англійської письменниці Гаррієт Міртл "Молодша сестричка " (1851). Німецький ілюстратор Г. Дж. Шнайдер зображує його «у довгому плащі, гострому капюшоні, хутрі на шиї, з довгою білою бородою та великою сумкою».
Пивоварна компанія Stoudt's Brewing Company з Адамстауна, штат Пенсільванія, варить сезонний темний лагер під назвою «Belsnickle». Паб і пивоварня Otto's State College, штат Пенсільванія, варять ель «Belsnickle».
Антагоніст книги Джона Р. Нілла «Скалавагони країни Оз», тридцять п'ятого запису в серії про країну Оз, створеної Л. Френком Баумом, — таємниче чудовисько на ім'я Белл-Снікл. Спочатку він виглядає як «великий блакитно-зелений предмет, плоский, як гречана коржик, і котиться по краю, як колесо». Істота справді має руки та ноги, а також риси обличчя; він носить дзвіночки на вухах, що пояснює принаймні одну частину його імені. Істота має егоїзм і дбайливість розпещеної дитини. 
У 2000 році письменник Чет Вільямсон опублікував «Ніч перед Різдвом у Пенсільванії» — дитячу книжку з малюнками, яка містить Белснікеля в голландській версії «Візиту Святого Миколая» у Пенсільванії.
У «Дуайт Крістмас», епізоді дев'ятого сезону серіалу «Офіс», Дуайт Шрут одягається як Белцнікель і проводить значну частину епізоду, вирішуючи, чи були його колеги «злобними чи гідними захоплення» на різдвяній вечірці компанії.
У фільмі Netflix «Різдвяні хроніки 2» 2020 року головним антагоністом фільму є Белцнікель, якого грає актор Джуліан Деннісон. Його мета у фільмі — знищити Різдво.

## Етимологія
Див. Belsnikel § Етимологія